# 心臟血管中心站
心臟血管中心站（日语：／ Shinzō kekkan sentā eki */?）是位於群馬縣前橋市龜泉町6番2號，上毛電氣鐵道的上毛線車站。

## 歷史
在1960年代中期，由於上毛線的乘客有所增加，乘客主要集中在前橋一方。在平原部分至赤城山南邊山腳農村地帶需要登上斜坡，在上泉站至大胡站之間沒有列車交會的設備。而上述區間的現存車站赤坂站、江木站中，均由於在斜坡區間與位於村落中，因此不能設置交會設備。為了縮短閉塞區間使能夠增加列車班次，因此開設了號誌站。
當初號誌站的名稱中，取自號誌站北邊，於1940年（昭和15年）開設的群馬縣教員保養所，在1962年（昭和37年）改名為「前橋醫院」，該醫院為地區基幹醫院之一，當時名為群馬縣立前橋醫院。而號誌站是位於寺澤川西岸的較平坦土地中。
在設置後，隨著機動化使乘客減少。除了早上繁忙時間後，沒有列車在此號誌站進行列車交會。
在1994年（平成6年），號誌站建設了月台，加設連接醫院的聯絡通道，升級成為車站（無人車站）。在車站啟用同時期的1994年（平成6年），前橋醫院改名為「心血管疾病中心」，而車站的名稱也是「心血管疾病中心」。
關於升級至車站的背景，當時上毛電氣鐵道由於經營合理化，使巴士事業廢止或轉讓。而連接前橋站和主要醫院（包括前橋醫院）等巴士路線也取消，使市中心連接醫院之間需要替代交通工具。從前前橋醫院最近的車站是江木站，該站與此號誌站距離0.6公里，可是兩處之間需要跨過寺澤川，因此實際上不方便前往醫院。
在2001年（平成13年），心血管疾病中心改名為更具體的名稱「心臟血管中心」，而車站也跟隨改名。而此站是日本車站名稱中，少有取自2種人體器官。
- 1965年（昭和40年）9月8日 - 前橋醫院前號誌站啟用[1]。
- 1994年（平成6年）4月10日 - 升級至車站，名為心血管疾病中心站。
- 2001年（平成13年）6月1日 - 隨著醫院改名，車站改名為心臟血管中心站。

## 車站構造
此站是地面車站，設有1面2線的島式月台。此站是無人車站。部分列車會進行列車交會。

### 月台
| 月台 | 路線    | 方向                   |
| ---- | ------- | ---------------------- |
| 1    | ■上毛線 | 大胡、赤城、西桐生方向 |
| 2    | ■上毛線 | 中央前橋方向           |

在列車進站時，月台上會播放「聆聽奧莉薇亞」。

## 使用狀況
以下為近年1日平均上下車人次變化。
| 上下車人次變化 | 上下車人次變化 |
| 年度           | 1日平均人次    |
| -------------- | -------------- |
| 2011年         | 67             |
| 2012年         | 65             |
| 2013年         | 70             |
| 2014年         | 73             |
| 2015年         | 72             |

## 車站周邊

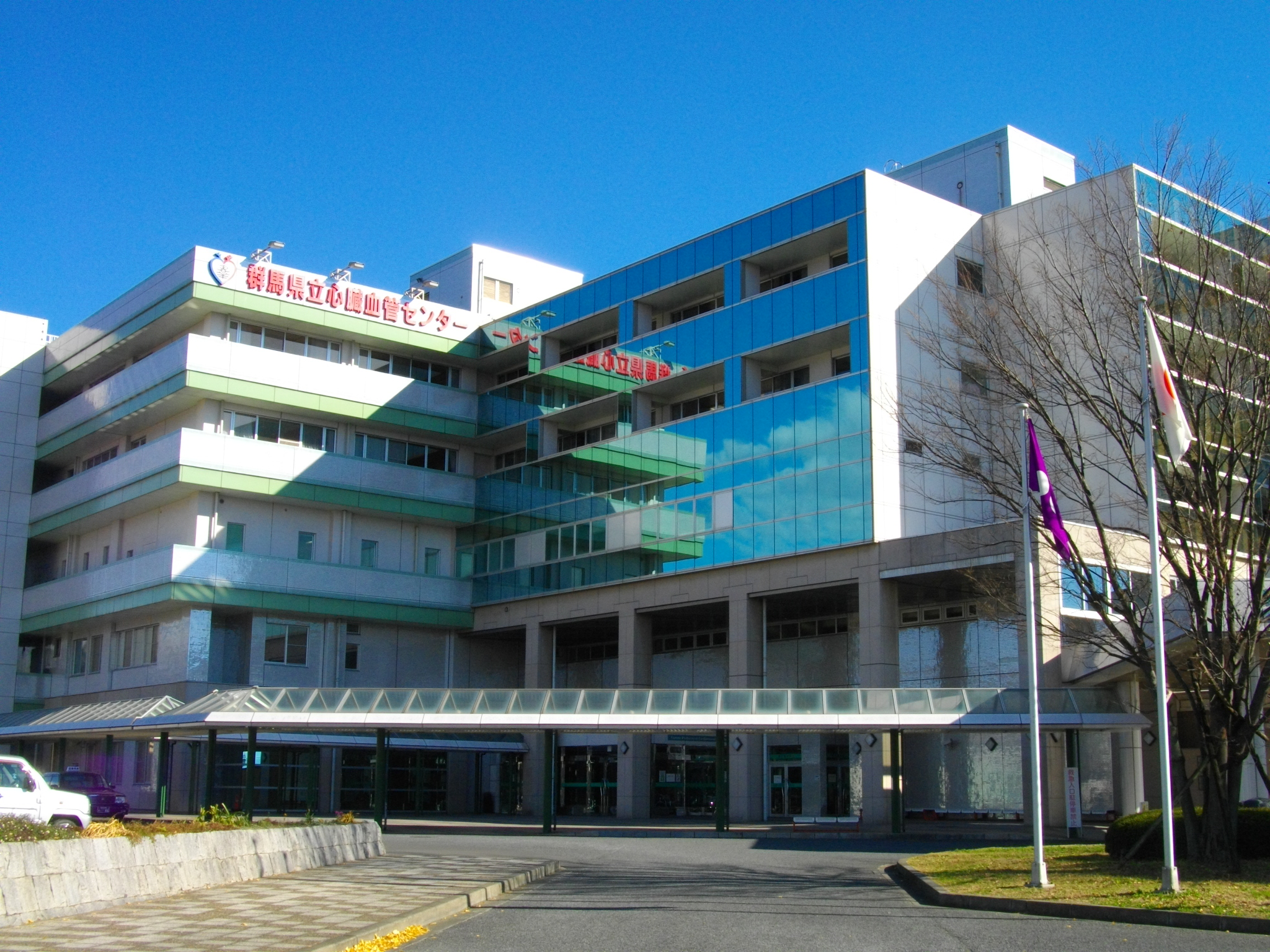
心臟血管中心

- 群馬縣立心臟血管中心（日语：群馬県立心臓血管センター）（設有聯絡通道。雖然兩者的距離較近，但是設有高低差，通道中設有斜道）
- 群馬縣立老人護理綜合中心明風園
- 群馬康復公園
- 泉美術館
- 龜泉靈園

## 相鄰車站
上毛電氣鐵道
上毛線
赤坂－心臟血管中心－江木

## 注腳
1. ↑  . www.jomorailway.com.   [2024-12-27]. （原始内容存档于2021-10-10）.
2. ↑  国土数値情報(駅別乗降客数データ)  （页面存档备份，存于） - 国土交通省、2020年9月21日參閲

## 外部連結
- 上毛電氣鐵道　沿線資訊 （页面存档备份，存于）（日語）